# 亨里克·哈勞特

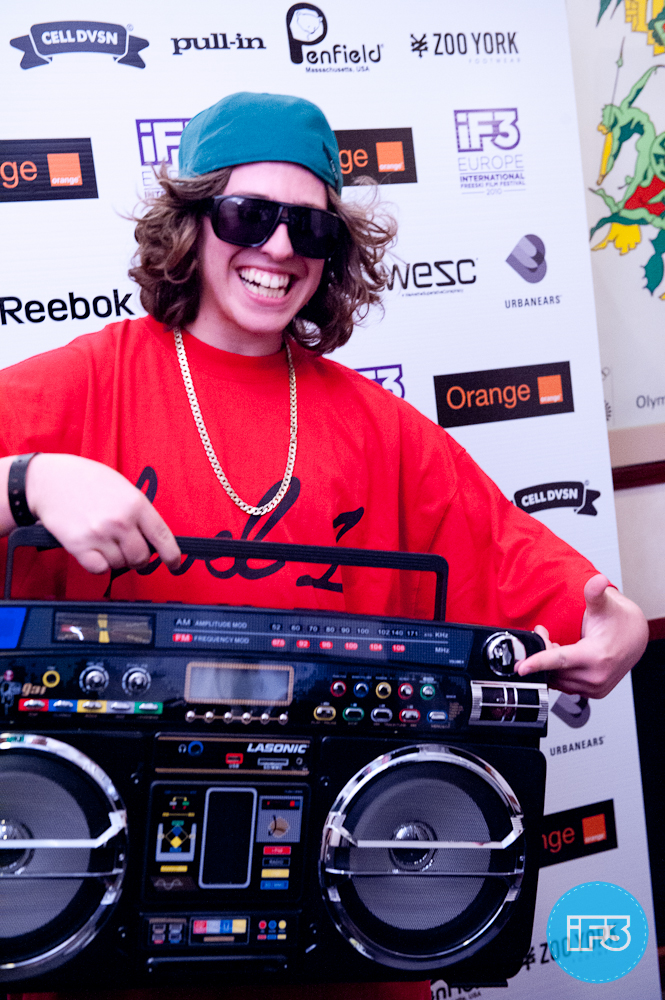
亨里克·哈劳特，2011年

亨里克·哈勞特（瑞典語：Henrik Harlaut，1991年8月14日—），瑞典自由式滑雪運動員，他代表瑞典隊參加了中國舉行的2022年冬季奧林匹克運動會，並且在男子大跳台比賽上獲得銅牌。